# 沃西卡
沃西卡（英語：Waseca）是一個位於美國明尼蘇達州沃西卡縣的都市。根據2010年美國人口普查，該地共人口9410人，而該地的面積約為13.44平方千米。同時該地也是沃西卡縣的縣治。

## 地理
沃西卡的座標為46°26′22″N 95°08′14″W / 46.43944°N 95.13722°W，而該地的平均海拔高度為351米（即1152英尺）。